# Willy Ulens
Guilielmus "Willy" Franciscus Gustavus Ulens (ur. 11 lipca 1909 w Borgerhout – zm. 9 listopada 1970) – belgijski piłkarz grający na pozycji napastnika. Był reprezentantem Belgii.

## Kariera klubowa
Swoją karierę piłkarską Ulens rozpoczął w klubie Royal Antwerp FC. W sezonie 1925/1926 zadebiutował w jego barwach w pierwszej lidze belgijskiej i grał w nim do końca sezonu 1934/1935. W barwach Royalu strzelił 175 goli w 215 rozegranych meczach. Wywalczył z nim dwa tytuły mistrza Belgii w sezonach 1928/1929 i 1930/1931 oraz trzy wicemistrzostwa Belgii w sezonach 1929/1930, 1931/1932 i 1932/1933. W sezonie 1932/1933 z 26 golami był królem strzelców ligi.
W latach 1935–1937 Ulens grał w trzecioligowym Temsche SK, a w latach 1937-1940 w trzecioligowym RAEC Mons, w którym zakończył karierę.
| Sezon   | Klub             | Kraj   | Rozgrywki          | Mecze | Gole |
| ------- | ---------------- | ------ | ------------------ | ----- | ---- |
| 1925/26 | Royal Antwerp FC | Belgia | Division d'Honneur | 6     | 6    |
| 1926/27 | Royal Antwerp FC | Belgia | Division d'Honneur | 24    | 18   |
| 1927/28 | Royal Antwerp FC | Belgia | Division d'Honneur | 26    | 22   |
| 1928/29 | Royal Antwerp FC | Belgia | Division d'Honneur | 27    | 25   |
| 1929/30 | Royal Antwerp FC | Belgia | Division d'Honneur | 21    | 25   |
| 1930/31 | Royal Antwerp FC | Belgia | Division d'Honneur | 25    | 18   |
| 1931/32 | Royal Antwerp FC | Belgia | Division d'Honneur | 24    | 17   |
| 1932/33 | Royal Antwerp FC | Belgia | Division d'Honneur | 24    | 26   |
| 1933/34 | Royal Antwerp FC | Belgia | Division d'Honneur | 15    | 3    |
| 1934/35 | Royal Antwerp FC | Belgia | Division d'Honneur | 23    | 15   |
| 1935/36 | Temsche SK       | Belgia | Promotion          | ?     | ?    |
| 1936/37 | Temsche SK       | Belgia | Promotion          | ?     | ?    |
| 1937/38 | RAEC Mons        | Belgia | Promotion          | ?     | ?    |
| 1938/39 | RAEC Mons        | Belgia | Promotion          | ?     | ?    |
| 1939/40 | RAEC Mons        | Belgia | Promotion          | ?     | ?    |

## Kariera reprezentacyjna
W reprezentacji Belgii Ulens zadebiutował 30 maja 1935 w zremisowanym 2:2 towarzyskim meczu ze Szwajcarią, rozegranym w Brukseli. Był to jego jedyny mecz w kadrze narodowej.